# Francisco Javier Martínez Castillo
Francisco Javier Martínez Castillo (* 22. November 1974 in Heroica Puebla de Zaragoza, Bundesstaat Puebla) ist ein mexikanischer römisch-katholischer Geistlicher und Weihbischof in Puebla de los Ángeles.

## Leben
Francisco Javier Martínez Castillo empfing am 25. Juni 2004 das Sakrament der Priesterweihe für das Erzbistum Puebla de los Ángeles. Nach weiterführenden Studien erwarb er an der Päpstlichen Lateranuniversität in Rom ein Lizenziat im Fach Moraltheologie.
Martínez Castillo war nach der Priesterweihe zunächst als Pfarrvikar und als Vize-Rektor der Kathedrale von Puebla tätig. Später lehrte er am Priesterseminar des Erzbistums Puebla de los Ángeles und leitete das Centro Internacional de Difusión de la Divina Misericordia, bevor er schließlich Pfarrer der Pfarrei Nuestra Señora de Guadalupe und Pressesprecher des Erzbistums wurde. Daneben wirkte er als geistlicher Assistent der Bewegung Cursillos de Cristiandad.
Am 16. Oktober 2023 ernannte ihn Papst Franziskus zum Titularbischof von Nepte und zum Weihbischof in Puebla de los Ángeles. Der Erzbischof von Puebla de los Ángeles, Víctor Sánchez Espinosa, spendete ihm am 4. Januar 2024 die Bischofsweihe; Mitkonsekratoren waren der emeritierte Erzbischof von Mexiko-Stadt, Norberto Kardinal Rivera Carrera, und der Apostolische Nuntius in Mexiko, Erzbischof Joseph Spiteri.